# Gornja Vas
Gornja Vas is een plaats in de gemeente Samobor in de Kroatische provincie Zagreb. De plaats telt 42 inwoners (2001).